# سوپ مار

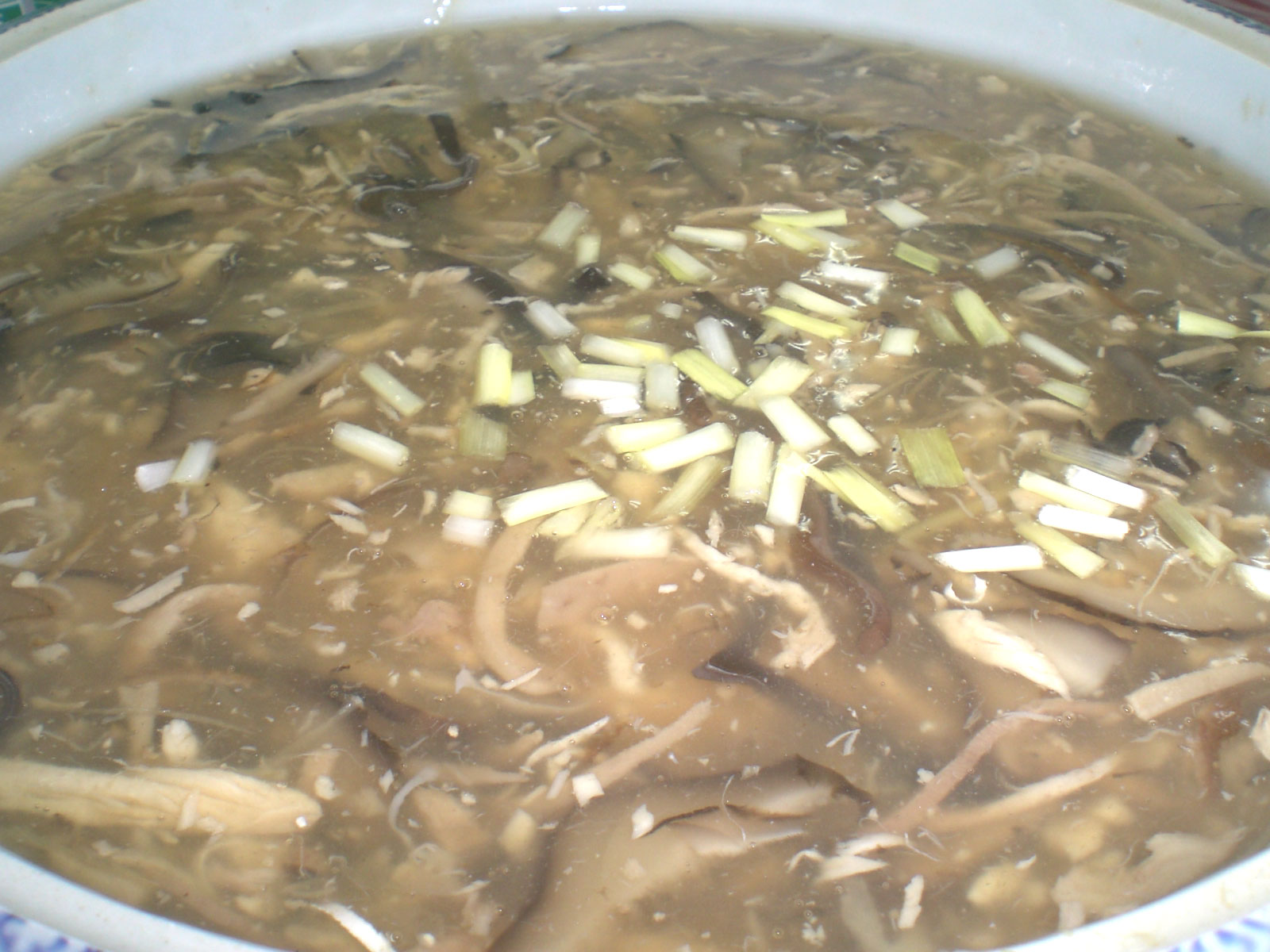
یک کاسه سوپ پنج مار

سوپ مار (بخوانید شن-گِنگ، 蛇羹) یک خوراک معروف در هنگ کنگ است که به عنوان مکمل غذایی و دارای خواص مفید برای سلامتی هم شناخته می‌شود. این سوپ دارای گوشت دست کم دو گونه مار است و به دلیل اضافه کردن برگ‌های گل داودی و ادویه‌های دیگر، مزهٔ آن کمی شیرین است. گفته می‌شود گوشت مار در این سوپ، بافت و مزه‌ای نزدیک به گوشت مرغ دارد.
سوپ مار در رستوران‌های ویژه به نام «شاه مار» یا «شی-وانگ» (به معنی حرفه‌ای در پخت مار) ارائه می‌شود. این غذاخوری‌ها بیشتر در منطقهٔ شام-شویی-پو و کاولون سیتی در هنگ کنگ دیده می‌شود. در فصل‌های پاییز و زمستان یک کاسه سوپ مار قیمتی برابر با ۷٫۷۵ دلار آمریکا دارد.

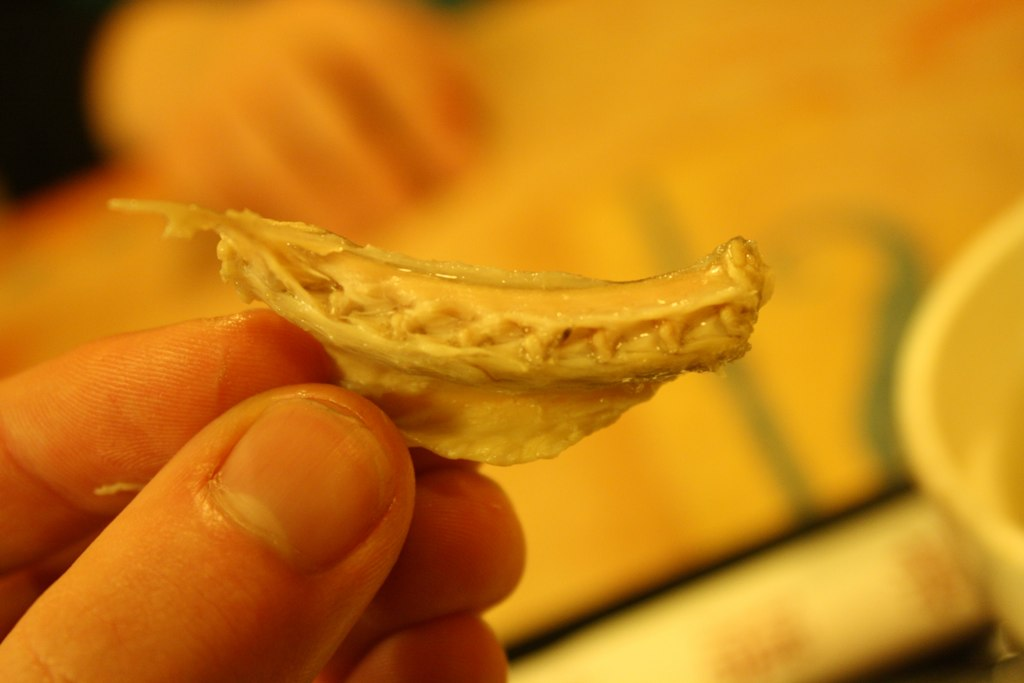
یک تکه از گوشت مار

## مزه
گوشت مار، صورتی روشن است و در مقایسه با گوشت ماهی به نظر طعم قوی تری دارد (در حجم مساوی، بیشتر به غذا مزه می‌دهد) و زیر دندان حالت لاستیکی تری دارد (باید بیشتر آن را جوید).
سوپ مار به صورت سنتی با برگ لیموترش که بسیار ریز خرد شده و کمی گل داودی برای آنکه شوری سوپ را کم کند و آن را ملس کند، تهیه می‌شود. اما امروزه این سوپ را با فلفل، سرکه و خمیرمایهٔ سرخ شده در روغن درست می‌کنند تا سوپ را غلیظ تر و خوشمزه‌تر کنند.

### طب سنتی چین
در طب سنتی چینی بر این باورند که سوپ مار در از بین بردن سم‌های بدن، خون سازی، بهبود کیفیت پوست و افزایش چی یا سطح انرژی بدن، مؤثر است."
همچنین چینی‌ها فکر می‌کنند که سوپ مار یک غذای «گرم» است و برای افرادی که طبع «سرد» دارند یا دچار سردی شده‌اند، مناسب است (باعث تعادل در یین و یانگ بدن می‌شود).